# گورستان خلجان
گورستان خلجان مربوط به سدهٔ ۷ و ۸ ه.ق است و در شهرستان تبریز، بخش مرکزی، روستای خلجان واقع شده و این اثر در تاریخ ۱۷ اسفند ۱۳۸۱ با شمارهٔ ثبت ۷۵۳۴ به‌عنوان یکی از آثار ملی ایران به ثبت رسیده است.